# Vermont (Illinois)
Pour les articles homonymes, voir Vermont (homonymie).
Le village de Vermont est situé dans le Fulton dans l'État de l'Illinois, aux États-Unis. Sa population s’élevait à 667 habitants lors du recensement de 2010, estimée à 647 habitants en 2016.

## Source
- (en) Cet article est partiellement ou en totalité issu de l’article de Wikipédia en anglais intitulé « Vermont, Illinois » (voir la liste des auteurs).